# Communauté du logiciel libre
 (avril 2023).
La communauté du logiciel libre est la communauté de personnes qui développent et/ou utilisent des logiciels libres. 
En 1998, certains membres de la communauté ont substitué l'expression « logiciel open source » à celle de « logiciel libre » pour décrire leurs réalisations. Le terme « open source » s'est rapidement marginalisé de la philosophie du Libre, en adoptant une approche et des valeurs différentes, ainsi que d'autres critères pour la validité des licences. La communauté est aujourd'hui composée de deux sensibilités politiques bien distinctes,: le mouvement du logiciel libre et le camp open source. Les membres de cette communauté ne partagent donc pas toujours les mêmes points de vue ou objectifs mais peuvent se rassembler pour travailler en commun sur des projets pratiques.
La principale différence entre les deux camps de cette communauté est d'ordre politique, au sens le plus large du terme. Pour le camp open source, la question d'ouvrir ou fermer le code source d'un logiciel n'est pas un problème éthique, mais simplement pratique. Pour l'open source, l'ouverture du code est une méthode de développement. Le Libre est par contre un mouvement social. Pour l'open source, les logiciels propriétaires sont inférieurs d'un point de vue technique. Pour le mouvement du logiciel libre, ces logiciels propriétaires représentent un véritable problème social, et les logiciels libres sont la solution.

## Relations entre logiciel libre et open source
Les deux camps s'opposent sur des principes fondamentaux, mais se retrouvent sur des détails d'ordre pratiques. Les deux composantes de cette communauté peuvent donc travailler ensemble sur des projets spécifiques. Les deux composantes de la communauté ne sont pas ennemis ; leurs « ennemis » communs restent les logiciels propriétaires. Le mouvement du logiciel libre est à l'origine de l'actuelle communauté du logiciel libre. L'open source en fait partie, et le mouvement du Libre n'est pas contre le camp open source. Cela dit, le mouvement du logiciel libre souhaite rassembler les gens sur ses valeurs, sa philosophie, pas celles de l'open source. Pour éviter toute confusion, le mouvement du logiciel libre évite d'employer certaines expressions comme « open ». Leurs membres insistent pour qu'on parle de leur mouvement pour les logiciels qu'ils ont développé, comme le système d'exploitation GNU/Linux.

## Comparaison sémantique
La  communauté du logiciel libre et ses deux composantes, le mouvement du logiciel libre et le camp open source sont originaires des États-Unis. Pour les qualifier, on parle souvent de « Free Software » et d'Open Source. Dans les pays francophones, le terme « Open Source » n'a pas été traduit, la sémantique de l'expression anglaise étant plus explicite. Par contre, la traduction française de l'expression « Free Software » fut adoptée par la communauté francophone, la sémantique du terme « logiciel libre » permettant d'éviter la confusion du mot anglais « Free ». Les anglophones rajoutent souvent l'expression « as in free speech, not in free beer » pour évoquer les logiciels libres. L'expression « Free Software » s'est malgré tout imposée dès l'origine comme la plus pertinente pour résumer la philosophie et la définition du logiciel libre.

## La notion de liberté
Le principal argument pour l'expression « logiciel open source » tourne autour de cette notion de liberté. Cette notion évoque des problèmes éthiques et sociaux qui impliquent une approche citoyenne parfois gênante. Certains membres de la communauté ont préféré faire abstraction de ces valeurs pour se focaliser sur les bénéfices pratiques qu'offrent les logiciels libres. Le mouvement open source est né de ce choix là et motivé par la volonté de rendre les logiciels libres « plus acceptables » d'un point de vue commercial.
Cette approche s'est avérée efficace puisque de nombreuses personnes ont migré vers les logiciels libres pour des raisons pratiques. Mais ce n'est pas ce dont a besoin le mouvement du logiciel libre. Attirer des utilisateurs vers les logiciels libres n'est pas une fin en soi mais plutôt une simple étape. Sans l'apprentissage de la philosophie du Libre et de ses valeurs de liberté de solidarité, des utilisateurs peuvent très bien migrer vers les logiciels propriétaires pour des raisons pratiques. Le mouvement du Libre préfère insister sur la liberté que peuvent conférer les logiciels libres.